# Harewood (Yorkshire de l'Ouest)
Pour les articles homonymes, voir Harewood.
Harewood est un village et une paroisse civile du district métropolitain de la Cité de Leeds, dans le Yorkshire de l'Ouest, en Angleterre.